# 塩尻孝二郎
塩尻 孝二郎（しおじり こうじろう、1949年（昭和24年）11月23日 - ）は、日本の外交官。外務省官房長、インドネシア駐箚特命全権大使等を経て、2011年から2014年まで欧州連合（EU）代表部大使を務めた。

## 人物・経歴
京都府出身。慶應義塾大学経済学部在学中の1972年（昭和47年）8月に外務公務員上級試験に合格し、翌1973年（昭和48年）慶大卒業とともに外務省に入省した。 
- 1992年（平成4年） 1月 経済局国際経済第一課長
- 1994年（平成6年）2月 大臣官房在外公館課長
- 1996年（平成8年）2月 在大韓民国日本国大使館参事官
- 1997年（平成9年）1月 在大韓民国日本国大使館公使
- 1998年（平成10年）4月 大臣官房総務課長
- 2000年（平成12年）4月 大臣官房外務参事官（経済局担当）
- 2001年（平成13年）1月 大臣官房審議官（経済局担当）、外務省機密費流用事件で懲戒減給処分
- 2002年（平成14年）1月 大臣官房審議官（欧州局担当）
- 2002年（平成14年）8月 大臣官房審議官（外務省改革推進本部事務局長）
- 2003年（平成15年）4月 在アメリカ合衆国日本国大使館公使
- 2005年（平成17年）1月 大臣官房長
- 2008年（平成20年）4月 インドネシア駐箚特命全権大使[1]
- 2011年（平成23年）4月 欧州連合（ＥＵ）代表部大使[2]
- 2014年（平成26年）10月1日 ANAホールディングス株式会社常勤顧問[3]
  - ベルギー日本人会名誉顧問、公益財団法人岡崎嘉平太国際奨学財団評議員[4]
- 2024年（令和6年）11月3日 瑞宝重光章受章[5]。

## 同期
- 神谷武（11年駐パラグアイ大使・08年駐アルジェリア大使）
- 河野雅治（11年駐伊大使・09年駐露大使・07年外務審議官・05年総合外交政策局長）
- 天野万利（07年OECD事務次長）
- 塩崎修（08年駐ホンジュラス大使）
- 坂場三男（08年ベトナム大使・06年外務報道官・中南米局長）
- 加来至誠（駐エルサルバドル大使）
- 杉本信行（01年上海総領事）
- 鈴木一泉（10年駐コロンビア大使）
- 中村滋（06年駐サウジアラビア大使・04国際情報統括官）
- 岩谷滋雄（10年駐オーストリア大使）
- 鹿取克章（06年駐イスラエル大使・05年外務報道官・04領事局長）
- 黒田義久（10年駐ウズベキスタン大使）
- 並木芳治（10年駐コスタリカ大使）
- 塩口哲朗（11年ベネズエラ大使・08年駐ヨルダン大使・06年国際協力銀行理事・04年駐コートジボワール大使）
- 水野達夫（07年駐ネパール大使）
- 堀江正彦（07年マレーシア大使・04年カタール大使）
- 野川保晶（12年ニュージーランド大使）
- 岡田眞樹（11年タンザニア大使・09年農畜産業振興機構理事）
- 小林正雄（11年ガボン大使・10年官房調査官）
- 川原英一（13年グアテマラ大使）
- 吉田潤（13年駐モーリタニア大使）